# Provincia Centro Sud
La provincia Centro Sud è una delle otto province della Guinea Equatoriale, di 141.986 abitanti, che ha come capoluogo Evinayong.
Si trova nella parte continentale del paese. Limita a nord col Camerun, ad ovest con la provincia Litorale, a nord est con la provincia Kié-Ntem, a sud est con la provincia Wele-Nzas, e a sud con il Gabon.

## Società

### Evoluzione demografica
La popolazione nel 2001, era di 125.856 abitanti, secondo la Direzione Generale di Statistica della Guinea Equatoriale.

## Geografia antropica

### Suddivisioni amministrative
La provincia è costituita dai seguenti comuni e distretti.

#### Comuni
- Evinayong
- Niefang (anticamente Sevilla de Niefang)
- Akurenam
- Bicurga
- Nkimi

#### Distretti
- Evinayong (con 49 consigli di villaggio)
- Niefang (con 66 consigli di villaggio)
- Akurenam (con 30 consigli di villaggio )